# Ceiba pentandra
Pour les articles homonymes, voir Ceiba, Pentandra, Bois-coton et Fromager.
« Arbre à kapok » redirige ici. Pour les autres significations, voir Kapok (homonymie).
Espèce
Classification phylogénétique
Statut de conservation UICN

 LC  : Préoccupation mineure
Synonymes
- Ceiba pendrandra fo. grisea Ulbr.[1]
- Eriodendron anfranctuosum var. africanum DC.[1]

Selon GBIF (24 février 2022) :
- Bombax aculeatum L.
- Bombax cumanense Kunth[1]
- Bombax guineense Schumach. & Thonn.[1]
- Bombax guineensis Schum. & Thonn.
- Bombax inerme L.
- Bombax mompoxense Kunth[1]
- Bombax occidentale Spreng.[1]
- Bombax orientale Spreng.[1]
- Bombax pentandrum Jacq.[1]
- Bombax pentandrum L.[1] - Basionyme
- Bombax plumosum Noronha
- Ceiba anfractuosa (DC.) M.Gómez[1]
- Ceiba anfractuosa (DC.) Maza[1]
- Ceiba caribaea (DC.) A. Cheval. 1937[1]
- Ceiba casearia Medik.[1]
- Ceiba guineensis (Thonn.) A.Chev.[1]
- Ceiba guineensis var. ampla A.Chev.[1]
- Ceiba guineensis var. clausa A.Chev.[1]
- Ceiba occidentalis (Spreng.) Burkill[1]
- Ceiba pentandra f. albolana Ulbr.[1]
- Ceiba pentandra f. grisea Ulbr.[1]
- Ceiba pentandra subsp. albolana Urb.
- Ceiba pentandra subsp. grisea Urb.
- Ceiba pentandra subsp. indica (DC.) Bakh.
- Ceiba pentandra var. caribaea (DC.) Bakh.[1]
- Ceiba pentandra var. clausa Ulbr.[1]
- Ceiba pentandra var. dehiscens Ulbr.[1]
- Ceiba pentandra var. indica Bakh.[1]
- Ceiba thonneri A.Chev.[1]
- Ceiba thonningii A.Chev.[1]
- Eriodendron anfractuosum DC.[1]
- Eriodendron anfractuosum var. africanum DC.[1]
- Eriodendron anfractuosum var. caribaeum DC. 1824[1]
- Eriodendron anfractuosum var. guianense Sagot
- Eriodendron anfractuosum var. indicum DC.[1]
- Eriodendron caribaeum (DC.) G.Don[1]
- Eriodendron caribaeum (DC.) Don ex Loudon.[1]
- Eriodendron guineense G.Don
- Eriodendron guineense G.Don ex Loudon[1]
- Eriodendron occidentale G.Don[1]
- Eriodendron orientale Kostel.[1]
- Eriodendron pentandrum Kurz[1]
- Gossampinus alba Buch.-Ham.[1]
- Gossampinus rumphii Schott & Endl.[1]
- Xylon pentandrum (L.) Kuntze[1]

Ceiba pentandra, appelé Fromager, Fwomajyé, mapou wouj aux Antilles françaises, Kapokier ou Arbre à kapok, Bois coton, est une espèce de plantes à fleurs de la famille des Malvaceae (anciennement des Bombacaceae). C'est un arbre géant.
En Guyane, il est connu sous les noms de Fromager [fronmajé], Bois diable [Bwa-djab] (Créole), Kumaka (Wayãpi), Kumak (Palikur), Kakatri (Aluku), Sumauma (Portugais).
Au Venezuela, on l'appelle Ceiba, Reu.
En Haïti on l’appelle Mapou.
Il produit une fibre végétale imputrescible, nommée kapok.
Le terme de ceiba viendrait de la langue taïno parlée par les Amérindiens des Grandes Antilles, où il désigne cet arbre.
Le ceiba était un arbre très sacré pour les Mayas, durant la période classique (300-900). Il symbolisait l'axe du monde, l'axis mundi.

## Étymologie
Il y a deux explications assez différentes à propos de l'origine du nom "fromager" :
1. une première explication serait la déformation de l'expression « forme âgée » inspirée par les reliefs du tronc évoquant des rides.
2. une autre explication serait liée au fait que leur bois était utilisé dans la fabrication de boîtes pour les fromages.

Ce nom est aussi utilisé pour des arbres proches biologiquement ou morphologiquement de ces derniers. Certains l'appellent encore Piroguier, pour son utilisation fréquente dans la construction de pirogues.

## Répartition

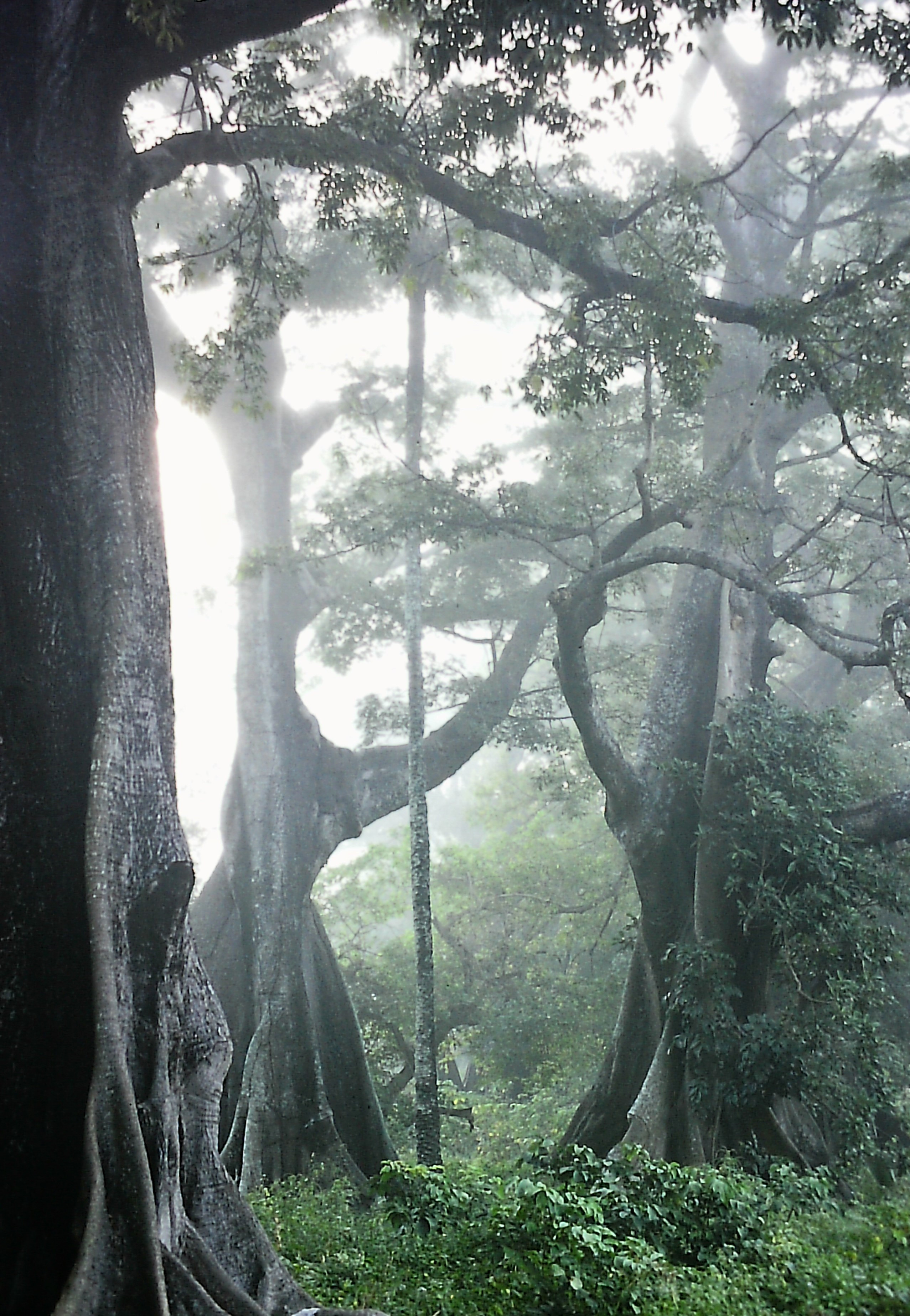
Ceiba pentandra dans la région du cap Skirring (Sénégal).

Ceiba pentandra est présent dans les zones tropicales de l'Afrique de l'Ouest (pour la  variété C. pentandra var. guineensis), au Mexique et dans toute l'Amérique centrale ainsi qu'aux Antilles et en Amérique du Sud jusqu'à l'ouest du Brésil et la latitude du Paraguay.
Aux Antilles, il pousse dans les forêts mésophiles de bas-fonds et sur le littoral.
En Afrique, on le trouve en forêt tropicale dense humide, particulièrement dans les formations secondaires.
Cet arbre est devenu maintenant pantropical.
Il est cultivé dans toutes les régions tropicales mais essentiellement en Asie du Sud-Est (Indonésie, Cambodge, Thaïlande) ; et il est considéré comme invasif dans les îles du Pacifique.

## Description

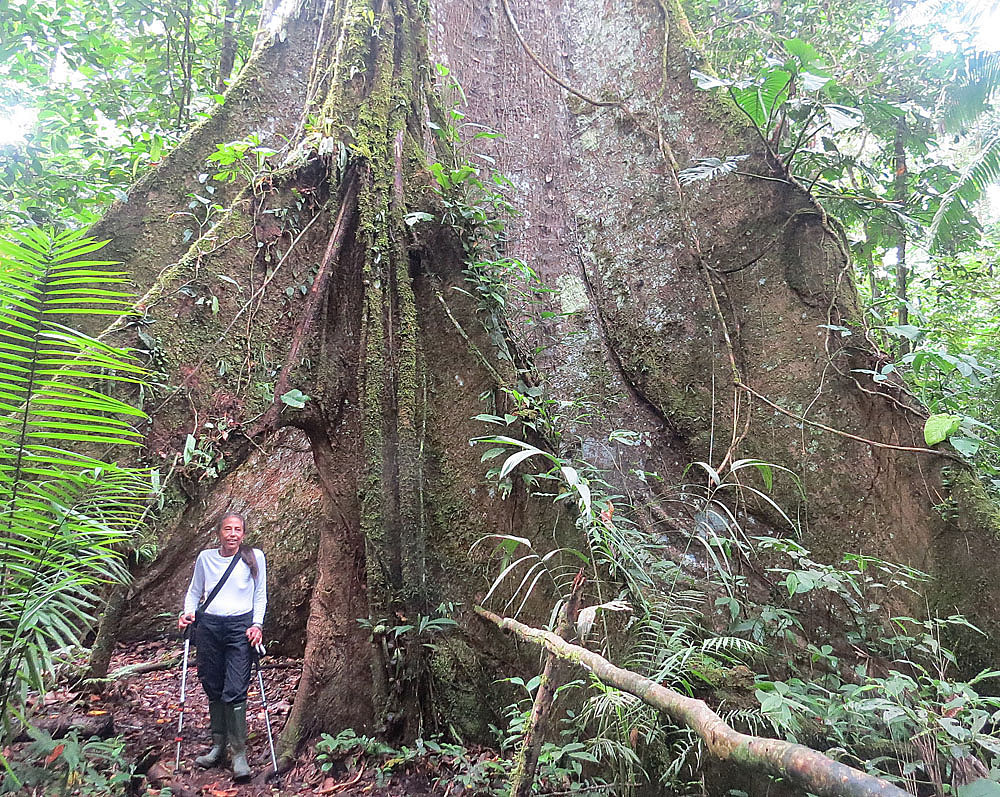
Contreforts de fromager dans une forêt tropicale du nord de l'Amérique latine (Équateur).

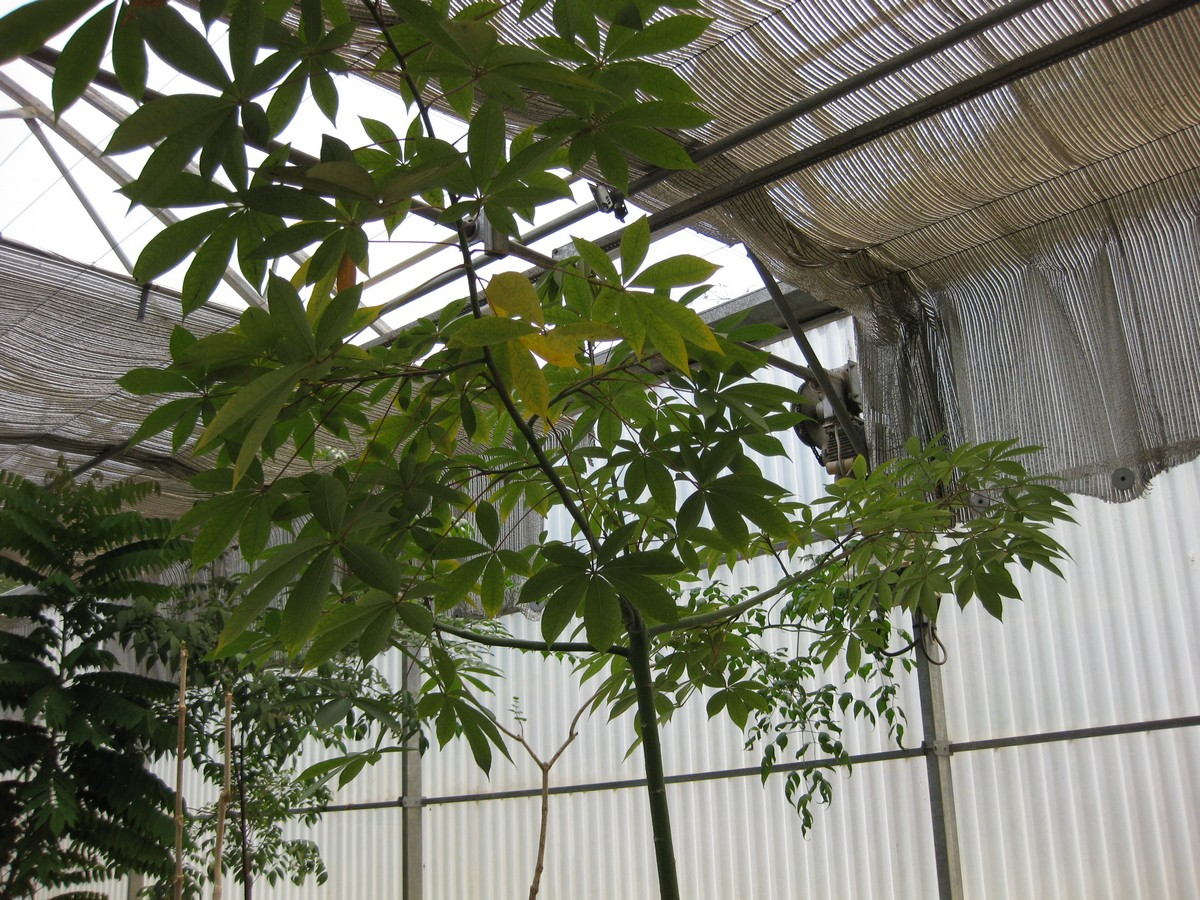
Jeune plant cultivé dans une serre du Jardin botanique de la reine Sirikit (Thaïlande).

Le fromager est un arbre géant très imposant, un arbre dit émergent quand il domine la forêt et la canopée, pouvant atteindre 40 mètres de haut (voire 50 m en Asie du Sud-Est, 60 m en Afrique et peut-être même 70 m).
Son tronc lisse est couvert de grosses épines coniques et avec l'âge, il développe d'énormes contreforts épineux. Les branches horizontales sont en général étagées et très étalées.
Les feuilles palmées comportent 5 à 9 folioles, subsessiles, oblongues, de 10–18 cm de long. Elles tombent pendant la saison sèche.
Les fleurs blanc-jaunâtre, blanc-rougeâtre ou blanc-verdâtre comportent 5 colonnes de filets terminés par 1 à 3 anthères et 5 pétales de 35 mm, velus. Le style fait saillie au dehors avant l'ouverture du bouton floral.
Les fleurs apparaissent avant l'apparition des feuilles (en janvier-février aux Antilles). Elles sentent le lait aigre et la pollinisation est faite par les chauves-souris.
Le fruit est une capsule elliptique, ligneuse, pendante, de 10 à 30 cm de long. Il s'ouvre par 5 valves et laisse apparaître un duvet blanchâtre, cotonneux, nommé le kapok et jusqu'à 100 graines bruns foncé. Le vent entraîne au loin les flocons de kapok avec les graines.

## Composition

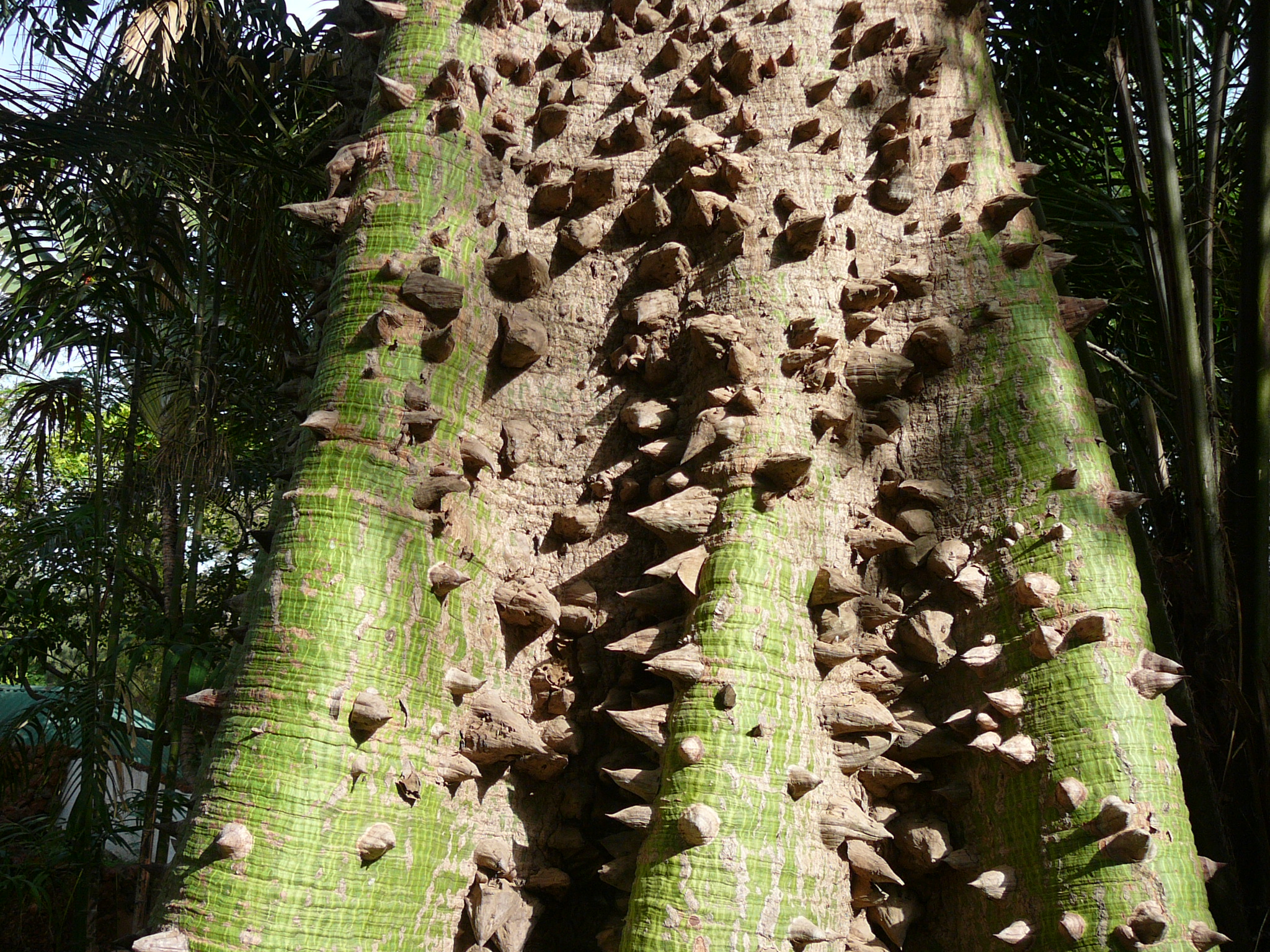
Tronc (Burkina Faso).

L'écorce des branches contient des isoflavones : β-sitostérol, et son 3-O-β-D-glucopyranoside, pentandrine, un glucoside de pentandrine ainsi que la vavaine et ses glucosides.
Les feuilles contiennent des substances mucilagineuses, des dérivés de la quercétine et du kaempférol, de l'acide caféique et des tanins (10 %).
Il a été trouvé dans les racines des sesquiterpènes et des triterpènes capables d'induire une apoptose in vitro.
Les graines produisent de 11 à 28 %[pas clair] d'huile. Les principaux acides gras sont l'acide palmitique (10-16 %), l'acide stéarique (2-9 %), l'acide oléique (49-53 %) et l'acide linoléique (26-29 %). Mais cette huile contient des éléments nocifs pour la santé comme des acides gras cyclopropénoïdes : acide malvalique (7-8 %) et acide sterculique (3-4 %).

## Utilisations
L'arbre est cultivé dans toutes les régions tropicales mais principalement en Asie du Sud-Est (Indonésie, Cambodge, Thaïlande).

### La fibre végétale

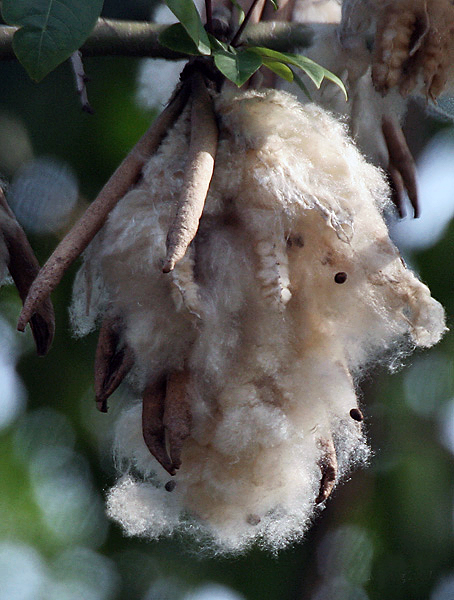
Kapok (Inde).

On utilise les poils fins et soyeux recouvrant ses graines pour la production d'une fibre végétale appelée  kapok. Elle est composée de 64 % de cellulose, 13 % de lignine et 23 % de pentosane. Elle fournit une bourre imperméable, isolante et imputrescible que l'on utilise pour rembourrer les coussins, les oreillers, les matelas ou les gilets. Mais son usage a connu un grand déclin après l'introduction de fibres synthétiques.
Le kapok fournit aussi une alternative biodégradable aux adsorbants d'huiles synthétiques ou d'hydrocarbures lors de pollutions, à la suite des naufrages de pétroliers par exemple.
Au début du XXe siècle, les forestiers coloniaux ont planté des fromagers partout en Afrique de l'Ouest mais aussi en Afrique orientale et australe. Jusqu'aux années 1960, le kapok constituait une marchandise d'exportation intéressante mais aujourd'hui le négoce est centré sur le bois d'œuvre pour la production de contreplaqué.

### Le bois d'œuvre

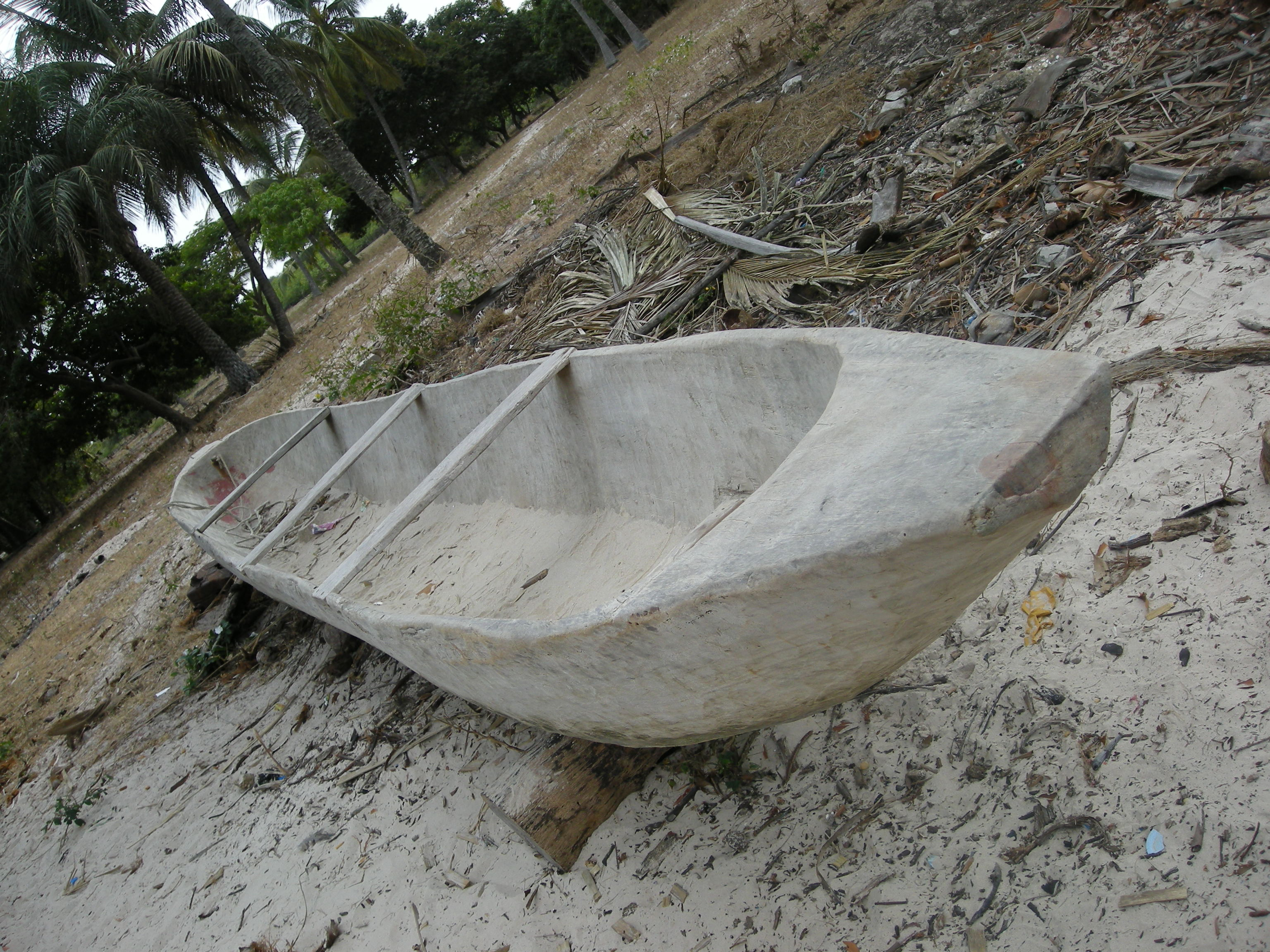
Pirogue en bois de fromager en Casamance (Sénégal).

Ce bois léger, de couleur blanc crème, veiné de jaune et de rose, est actuellement surtout utilisé comme source de bois d'œuvre. Sous le nom de fuma ou ceiba, il sert à la fabrication de contreplaqué, de cageots, de caisses et en menuiserie légère.
Le peuple Taïno utilisait le fromager pour fabriquer les grands canots qui leur permettaient d'aller d'île en île.
En Afrique, les troncs évidés servent à la fabrication de pirogues. Le bois sert aussi à la fabrication de récipients, d'assiettes, d'instruments de musique et de sculptures. Les contreforts sont utilisés pour fabriquer des dessus de table et des portes.

### Usages alimentaires
Les feuilles, les fleurs et les jeunes fruits se consomment cuits en sauce.
Les feuilles fournissent aussi du fourrage pour chèvres, moutons et bovins.
Les graines riches en huile fournissent un tourteau pour le bétail. Les graines grillées ou en farine sont consommées aussi par les humains mais elles sont réputées indigestes.
Les fleurs sont une source importante de nectar et de pollen pour les abeilles et les chauves-souris et certains apiculteurs produisent donc du miel de fromager.

### Usage médicinal
La plante est parfois utilisée en médecine traditionnelle dans les Caraïbes, en Afrique, Amérique du Sud, en Inde de l'ouest et du sud, au Sri Lanka et en Asie du Sud-est.
- En Guyane, la décoction de l'écorce utilisée en lavage externe est considérée comme un fébrifuge chez les Wayãpi. L'écorce des jeunes pieds écrasée et macérée sert à préparer un traitement de bain fortifiant magique pour les enfants chez les Palikur[4].
- Aux Antilles[11], la racine était réputée apéritive, l'écorce diurétique et les feuilles vertes en friction contre la chute des cheveux. Actuellement, « le fromager est principalement employé en bain de feuilles, en association avec d'autres espèces médicinales, dans le traitement de la bourbouille et des troubles cutanés superficiels » (Longuefosse).
- En Birmanie[12], les racines sont utilisées comme fortifiant et les feuilles pour traiter la gonorrhée. Au Cambodge, les racines sont réputées pour réduire la fièvre, l'écorce traite la gonorrhée, la fièvre et la diarrhée. En Indonésie, une décoction de feuilles est utilisée contre la syphilis.
- En Afrique, cette plante est réputée pour traiter le mal de tête, les vertiges, la constipation, les troubles mentaux et la fièvre[10]. Au Nigeria, les feuilles, l'écorce, les pousses et les racines sont largement employées. Les herboristes utilisent cette drogue en combinaison avec d'autres plantes locales pour traiter l'hypertension et le diabète. Des biochimistes de ce pays[15] ont montré qu'un extrait d'écorce donné à des rats ayant un diabète (induit artificiellement) réduisait significativement leur niveau de glucose sanguin.

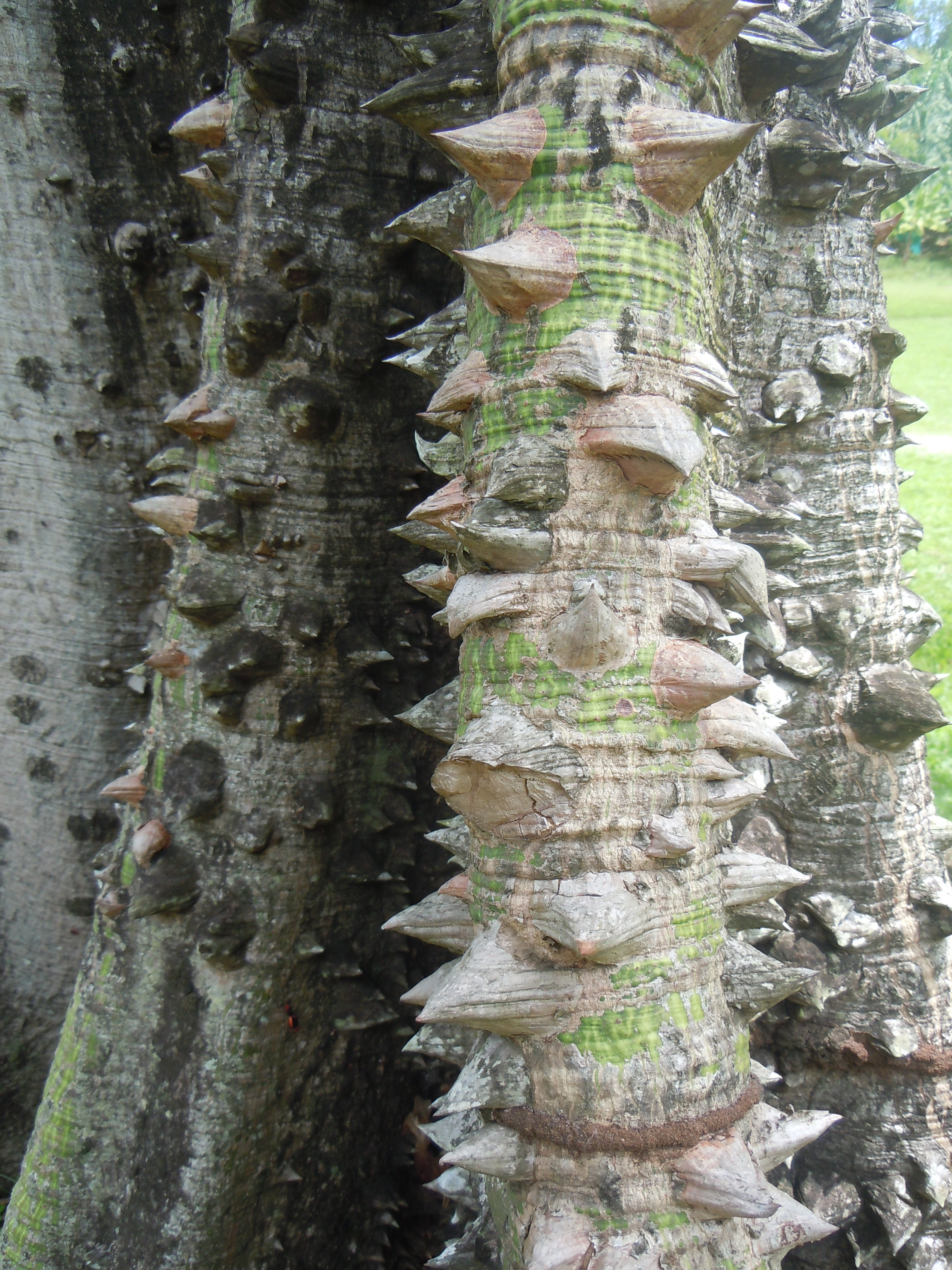
Écorce épineuse
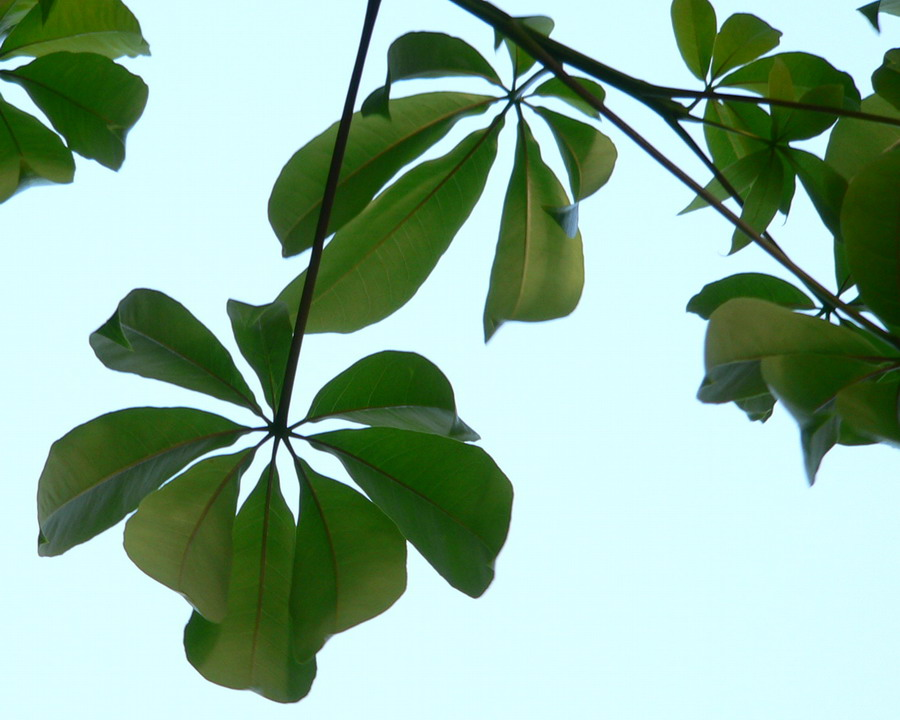
Feuille palmée
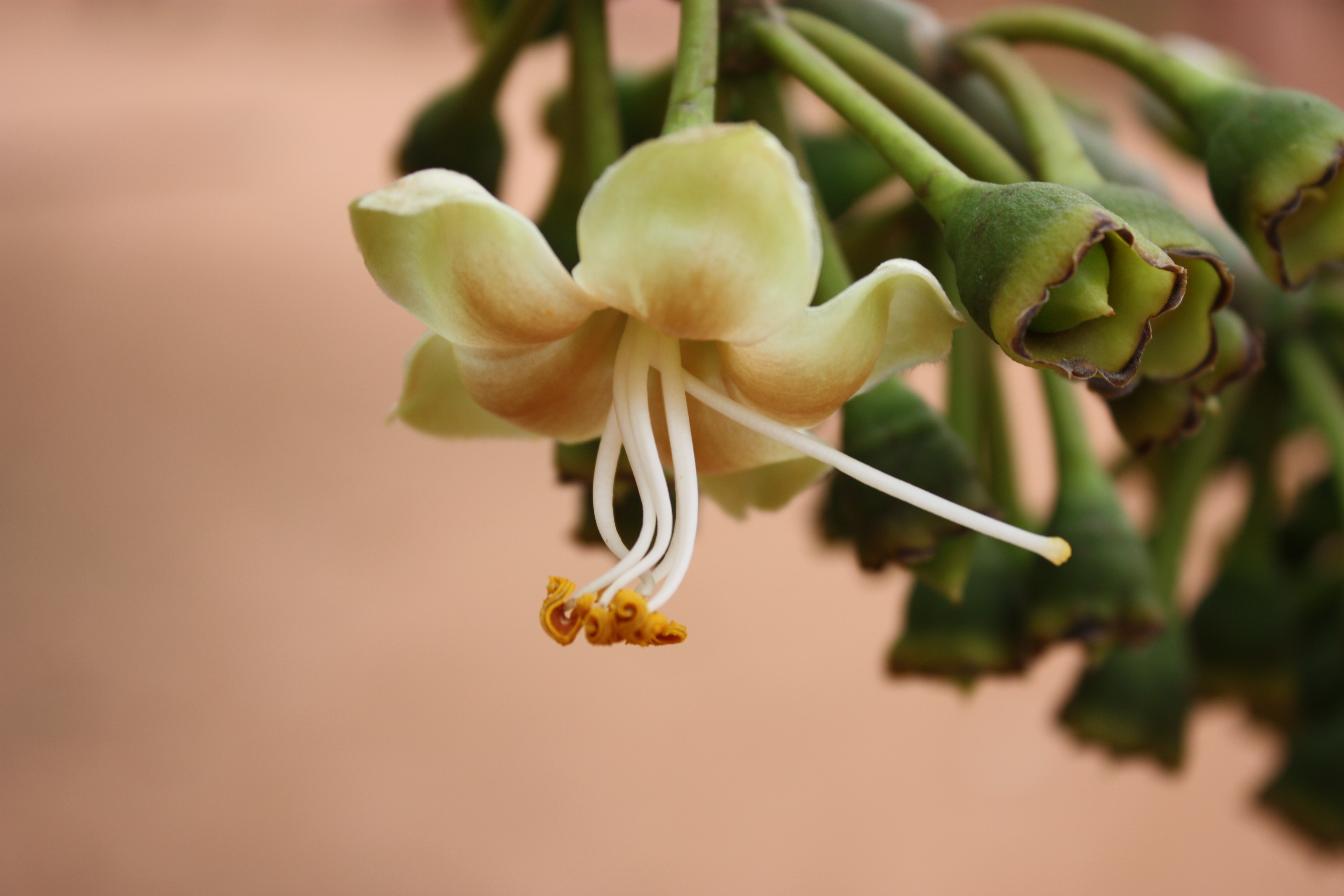
Fleur
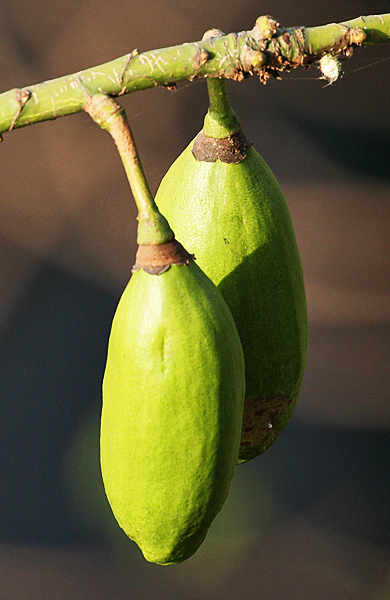
Fruit

### Histoire  culturelle

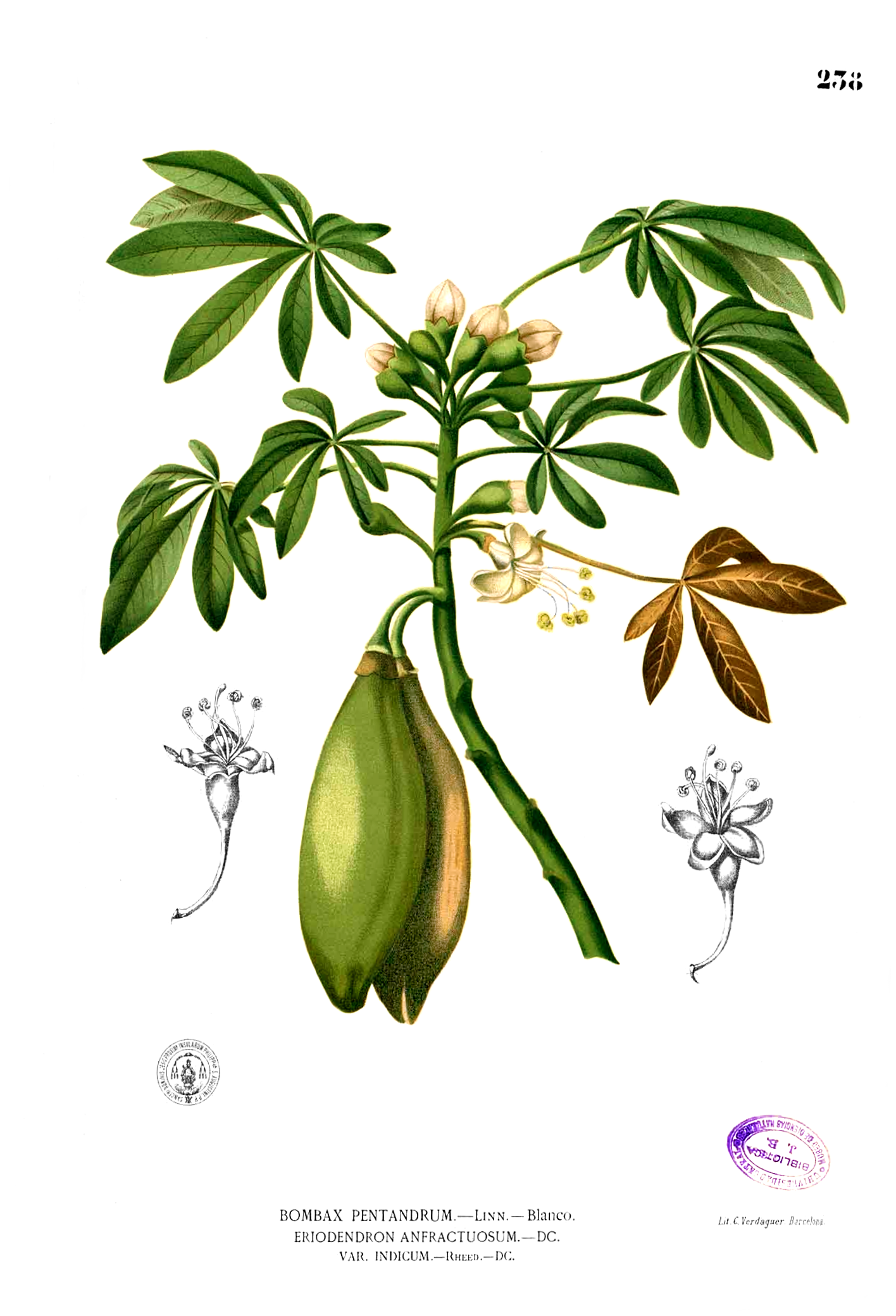
Illustration dans Flora de Filipinas, par Francisco Manuel Blanco en 1880.

Dans tous les tropiques humides, Ceiba pentandra est vu comme un « arbre sacré » ou un « arbre de vie » et est presque toujours protégé pour cette raison. Certains le considèrent comme une espèce clé de voûte culturelle autochtone et afrodescendante des néotropiques.
Jadis, les Antillais pensaient que le fromager était habité par des esprits appelés Soukougnan. Les Indiens Caraïbes préféraient éviter d'utiliser son coton car selon la légende leur sommeil en eut été hanté. Par contre, les premiers colons l'avaient largement adopté comme bourre pour les oreillers et les traversins.
Également appelé "arbre aux esclaves" aux Antilles, ou encore "arbre aux soucougnans" (créatures mythologiques). Le fromager servait a punir les esclaves récalcitrants : ils étaient attachés par des liens en cuir que l’on mouillait, les rayons du soleil se chargeant de les rétrécir provoquant ainsi l’entrée des épines dans les chairs du supplicié, lacérant la peau. La légende prétend que les soucougnans enlèvent leur enveloppe humaine (leur peau) à la nuit tombée, l’accrochent aux branches.
Il est toujours considéré comme sacré en Guyane, notamment chez les Alukus, comme en témoigne la découpe du fromager de Papaïchton qui nécessita des cérémonies purificatrices destinées à éloigner les mauvais esprits. Il sert à fabriquer les ciel de case (ou maluana) chez les Wayana, élément traditionnel à la fois décoratif et spirituel placé juste sous la toiture des carbets de réunion.
Les Wayãpi assimilent son tronc à l'échelle qui permet à l'apprenti chamane d'accéder au monde des esprits qu'il veut domestiquer (les esprits du fromager sont les esprits-jaguars).
Le Ceiba qui est un arbre majestueux et imposant est probablement le plus grand arbre de la région occupée par les Mayas. Ce peuple le vénérait comme arbre de vie sous le nom de Yaxche. Il était considéré comme un arbre d'abondance, apparu au moment de la Création au centre de la terre ou dans les quatre directions, pour pourvoir l'Homme en nourriture.
Il fournissait une voie de passage aux esprits des morts qui pouvaient l'emprunter pour monter du niveau inférieur aux divers niveaux célestes. Sa canopée représentait le monde supérieur où résidaient les 13 dieux supérieurs. Son tronc traversait le monde intermédiaire où vit l'homme et ses racines plongeaient dans le monde inférieur, royaume des neuf dieux de la douleur et du chagrin.
On le trouvait planté sur les places centrales des villes des Maya Tzotzil du Chiapas. Il était associé avec les lieux de pouvoir, politique ou religieux. Cet arbre sacré était parfois représenté sous forme d'une croix, ce qui a favorisé l'adoption du christianisme à l'arrivée des Espagnols. En certains endroits, une croix de couleur verte est encore adorée.
Il est représenté dans les sculptures surmonté par Quetzal.
C'est l'arbre national du Guatemala.
À Freetown en Sierra Leone, la chute en 2023 du Cotton tree, un kapokier de 70 m, vieux de quatre siècles et devenu symbole du pays, a provoqué une vive émotion,.